# Maternité suisse d'Elne
Le château d'en Bardou, ou maternité suisse d'Elne (aussi connue sous les noms anglais the Mothers of Elne[pertinence contestée], catalan Maternitat d'Elna et espagnol Maternidad de Elna), est un château situé à Elne, dans le département français des Pyrénées-Orientales. Le château est principalement connu pour avoir été une maternité gérée par la Croix-Rouge suisse entre 1939 et 1944, dans laquelle sont nés de nombreux enfants de femmes déportées ou exilées à cause de la Retirada ou de la Seconde Guerre mondiale

## Histoire de la Maternité suisse
Le château fut construit en 1901-1902 par Eugène Bardou, fils de Joseph Bardou et un des petits-fils de Jean Bardou, l'industriel du papier à cigarettes JOB.

### La guerre civile espagnole et laRetirada
En 1937, 14 œuvres d'entraide s'étaient réunies pour former la Communauté d’aide suisse pour les enfants d'Espagne (Ayuda Suiza - SAS) afin d'aider à la prise en charge des réfugiés et des personnes en détresse de la Guerre d'Espagne. À la demande du Service civil international, l'enseignante Élisabeth Eidenbenz s'est rendue en Espagne, où elle a aidé à l'évacuation d'enfants à Madrid et s'est occupée du ménage du personnel dans le quartier de stationnement de l’Ayuda Suiza à Burjassot, près de Valence, ainsi que de la cantine qu'elle avait mise en place.
L’Ayuda Suiza, de 1937 à 1939, intervient dans les zones républicaines, et majoritairement Madrid, Valence et Barcelone, pour aider les populations les plus précaires : enfants, femmes et personnes âgées. Cette aide se caractérise par la création de comedors (des cantines populaires), et par l’évacuation des civils des zones de bombardements.
Ayant son quartier général à Burjassot (banlieue de Valence), elle crée un large réseau d’aide humanitaire, en association avec de nombreux partenaires (Quakers, Ajut Infantil de Rereguarda notamment). Elle met en place ou participe avec d'autres organisations à ces cantines, à la création de refuges, le soutien aux hôpitaux, à la création de colonies d’enfants (essentiellement en Catalogne), et à la création de parrainages suisses (des suisses, souvent issus des classes ouvrières, donnaient de l’argent qui allait à un enfant, et avec lequel ils pouvaient correspondre).
Après la défaite des républicains face aux troupes franquistes, en 1939, la Retirada avait poussé sur les routes les républicains espagnols fuyant la dictature de Franco. Ils furent parqués dans des camps de rétention, dont les plus importants des Pyrénées-Orientales étaient sur la plage d'Argelès, celle de Saint-Cyprien, le camp Joffre et à Prats de Mollo. De nombreuses femmes internées se voient contraintes d’accoucher dans des conditions indescriptibles qui conduisent à un haut niveau de mortalité tant des mères que des enfants. Les femmes enceintes redoutaient d'y accoucher tant les conditions y étaient terribles, et les nombreux cas d'enfants ou de mères morts durant l'accouchement avaient poussé des associations humanitaires américaines, françaises et suisses à créer une maternité digne de ce nom.

### Maternité de Brouilla (mars-septembre 1939)
Le bénévole Karl Ketterer, après avoir fait le tour des camps des Pyrénées-Orientales, a également convaincu Élisabeth Eidenbenz de quitter Zurich fin janvier 1939 pour se rendre dans le sud de la France et d'installer une maternité dans une maison vide à Brouilla, près de Perpignan, où il pouvait amener les femmes enceintes des camps d'internement grâce à l'autorisation officielle déjà disponible. Les femmes étaient emmenées en Rossinante, une voiture de tourisme que l’Ayuda Suiza utilisait également pendant la Guerre d'Espagne. Les berceaux des nourrissons étaient des harasses de fruits, que l'on pouvait donner aux mères avec leur trousseau lorsqu'elles devaient retourner au camp quelques semaines plus tard. De mars 1939 à la fermeture en septembre 1939, 32 enfants sont nés.

### Maternité suisse d'Elne (décembre 1939 - avril 1944)
Deux semaines après l’évacuation de Brouilla, Élisabeth Eidenbenz a trouvé un château complètement délabré à Elne, à quelques kilomètres de Brouilla. L’Ayuda Suiza finança l'achat à bas prix du bâtiment et les travaux de restauration qui durèrent deux mois.
Élisabeth Eidenbenz a installé la nouvelle maternité (mise en service début décembre 1939) et l'a gérée avec l'aide temporaire d'Elsbeth Kasser, Elsa Lüthi-Ruth, Friedel Bohny-Reiter, Renée Farny et d'autres infirmières suisses. Pour soutenir ses collaborateurs, les foyers et pour la logistique des livraisons de biens de secours, l'ASC/CRS avait mis en place une base de délégation pour la zone sud à Toulouse, sous la direction d’un autre suisse, Maurice Dubois.
L’Ayuda Suiza est devenue en 1940, l'Association suisse pour les enfants victimes de la guerre (SAK), puis dès 1942 le Secours aux enfants de la Croix-Rouge suisse (SRK).
Dans la maternité simplement aménagée, qui devait servir aux réfugiés espagnols et était soutenue par du personnel espagnol, les locaux reçurent des noms espagnols : Barcelone pour les enfants en bas âge à partir de six mois, Madrid pour la chambre des bébés, Cordoue pour la chambre des femmes enceintes, Saint-Sébastien, Santander et Saragosse pour les chambres des mères, Séville pour la chambre des enfants malades, Canigou pour le bureau et le logement de la directrice Élisabeth Eidenbenz, qui était appelée Señorita Isabel. Les salles d'accouchement se trouvaient au premier et au deuxième étages. Les lits de camp initiaux ont été remplacés plus tard par des lits militaires avec des armatures en fer. Les petits enfants étaient couchés — comme à Brouilla — dans des caisses de fruits ou des paniers à linge, dans lesquels on pouvait les emmener sur le balcon ou dans le jardin pour profiter de l'air frais et du soleil.
La maternité avait été fondée en 1939 pour les femmes espagnoles réfugiées. À partir de l'été 1940, des femmes et des enfants juifs ont également été accueillis. Friedel Bohny-Reiter amena des femmes enceintes et des enfants malades du Camp de Rivesaltes à Elne.
De 1939 à la fermeture en avril 1944, 595 enfants de 22 nationalités sont nés à Elne. La première sage-femme était française, puis des sages-femmes et des infirmières pour jeunes enfants suisses vinrent chaque fois pour quelques mois apporter leur aide sous la protection de la Croix-Rouge suisse.
Outre ces accouchements et la prise en charge des enfants, les camps de réfugiés de la région ont été soutenus par des livraisons de nourriture et la construction de baraques pour la cuisine et la cantine. À Banyuls-sur-Mer, il y avait au bord de la mer une maison d'enfants en bas âge (la Pouponnière) en tant que dépendance d'Elne, où les enfants en bas âge de Rivesaltes pouvaient se reposer. En 1942, la dépendance a été transférée à Castres en raison de la réquisition de la maison par les autorités allemandes, qui avaient envahi la Zone Sud après la Campagne d'Afrique du Nord (Seconde Guerre mondiale) et de l'opération Torch.
En avril 1944, le château a été réquisitionné par l'armée allemande, car l'invasion des Alliés était attendue. En l'espace de quatre jours, tout a dû être emballé dans deux wagons de chemin de fer et déménagé à Montagnac, à l'intérieur du pays.

### Maternité de Montagnac
Le nouveau refuge pour les mères et les enfants se trouve à Montagnac (proche de Saint-Saturnin-de-Lenne, sur le Causse de Sévérac, en Aveyron). Le chaos régnait à Montagnac, plus rien ne fonctionnait à cause des combats entre la Résistance et la Wehrmacht. Après le retour en Suisse d’Élisabeth Eidenbenz en octobre 1944, une de ses collaboratrices a repris la direction et l'a transmise à Emma Ott, arrivée de la Colonie de la Hille en mars 1945. Après un nouveau déménagement de Montagnac à Pau, elle dirigea la maternité de janvier à mai 1946, désormais pour le compte du Don suisse pour les victimes de la guerre.

### L'après-guerre
Construit en 1902 dans le style Belle Époque, le château menaçait de tomber en ruine après la Seconde Guerre mondiale. Il a été restauré par des particuliers, dont François Charpentier, maître verrier, puis racheté par la commune d'Elne. Un musée est entretenu dans le château.
La maternité est protégée en tant que monument historique en 2013.
Très dégradé, le bâtiment n'est plus visitable depuis 2023 pour des raisons de sécurité. Le Loto du patrimoine et un assureur donnent 400 000 € pour des travaux, mais le budget serait de 3 millions.

### Filmographie
- La maternité d'Elne, de Frédéric Goldbronn (Compagnie des Taxi Brousse/France 3, 2002).
- La Lumière de l’espoir, téléfilm de fiction de Sílvia Quer (Bohemian Films/TV3/TVE/Canal Sur/RTS, 2017)